# Gneo Domizio Afro
Gneo Domizio Afro (in latino Gnaeus Domitius Afer; Nemausus, ... – 59) è stato un oratore e avvocato romano, console suffetto nel 39.

## Biografia
Afro diventò pretore nel 25 e si guadagnò il favore di Tiberio accusando Claudia Pulcra, una cugina di Agrippina maggiore, di adulterio e stregoneria nel 26. Da allora diventò un oratore di spicco dell'impero ed usò la sua figura per perseguire gli scopi dei politici. Nel 27 accusò Quintilio Varo, il figlio di Claudia Pulcra. Durante questo processo fece della accuse anche a Caligola, e l'imperatore lo accusò in Senato. Afro riuscì però a sfuggire alla condanna lusingando l'imperatore e si fece anche nominare console suffetto nel 39.
In età avanzata continuò a fare discorsi pubblici ma perse molta della sua fama. Durante il regno di Nerone diventò soprintendente per il rifornimento idrico della città, ma morì poco dopo nel 59.